# Palais-de-Justice
Palais-de-Justice è un quartiere di Marsiglia situato nel VI arrondissement. All'interno dei suoi confini si trovano il tribunale, da cui prende il nome, e la chiesa di San Giuseppe.